# 東京都立戸山高等学校
東京都立戸山高等学校（とうきょうとりつ とやまこうとうがっこう、英語: Tokyo Metropolitan Toyama High School）は、東京都新宿区戸山に所在する東京都立高等学校。

## 概要
1888年設立。都立高校では前身時代を合わせると二番目に古い歴史を持ち、府立四中を前身とする。進学指導重点校に指定されており、土曜授業試行校でもある。文理分けを第3学年まで行わない（詳細は#授業を参照）いわゆる「教養主義」を採用し、幅広い科目を教養として取り入れる教育に力を入れている。
校風は「自主自立」と表される。また、校則は存在せず、生徒会規則がその役割を担っている。文部科学省からスーパーサイエンスハイスクール（SSH）の指定を、東京都教育委員会からチームメディカル（TM）の指定を受けている。

## 沿革

### 略歴

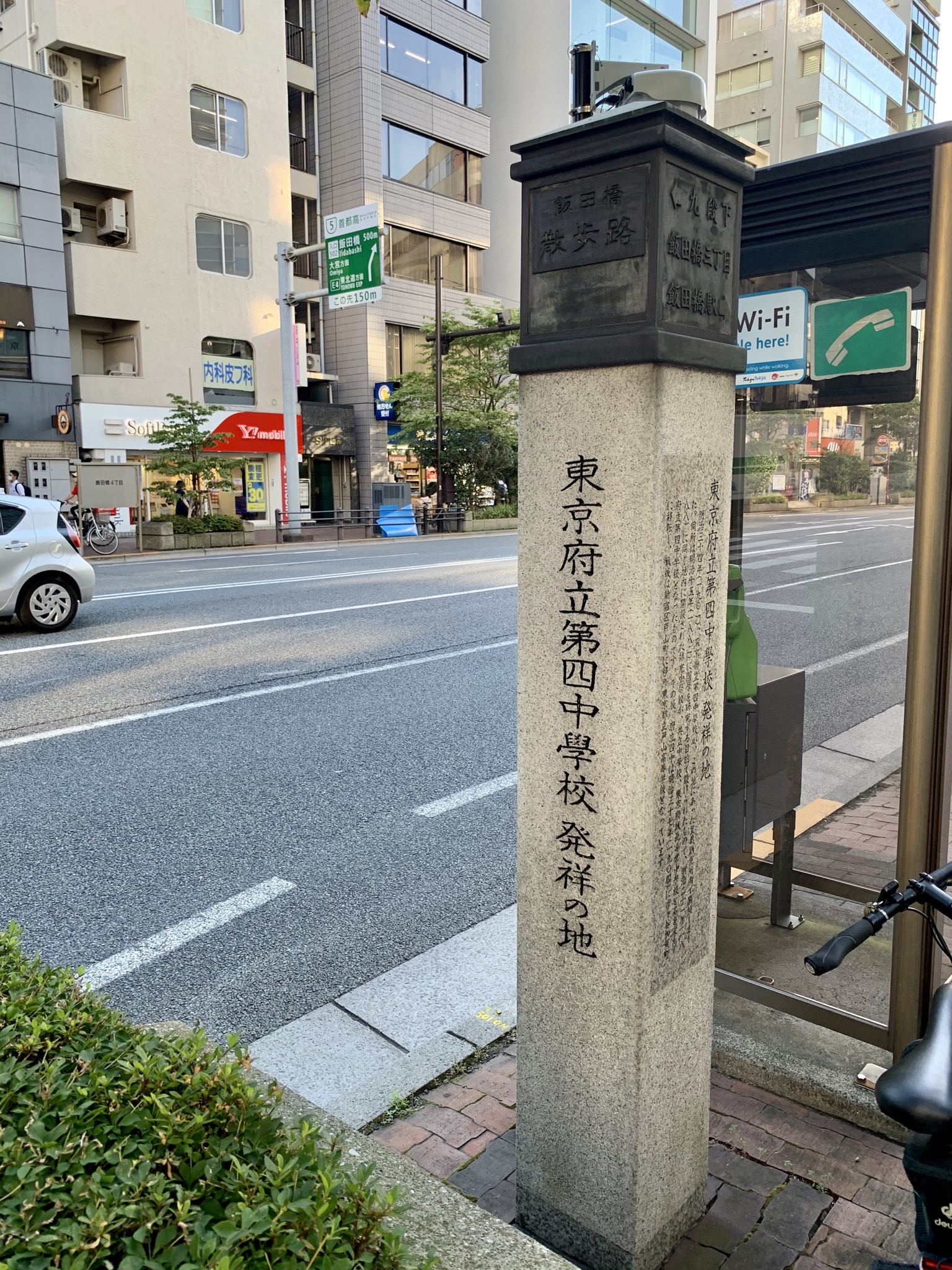
東京府立第四中学校（戸山高校の前身）発祥の地碑（千代田区飯田橋）。さらに牛込第三中学校北東隅には東京都立(府立)第四中学校の跡碑がある。

1888年（明治21年）、東京府尋常中學校（現：日比谷高）は、当時の中学校令で尋常中学校は1府県に1校と定められていた中で分校の設立を考え、東京府会の内諾を得られる見通しとなった7月に志願者を募集、600名の応募者の中から約200名の合格を決定した。しかし8月の東京府会で分校の設立は見送られることとなったため、東京府学務課長・元田直、東京府尋常中学校長・丸山淑人、今泉定助教諭、皇典講究所幹事・松野勇雄らにより、東京府尋常中学に欠員が生じた場合に生徒を転入させる学校として9月16日、飯田橋の皇典講究所（國學院大學の前身）敷地内に私立補充中学校を開校した。そして1888年度は12名、1889年度は78名、1890年度は63名が東京府尋常中学へ転学したが、1891年（明治24年）12月14日の中学校令の一部改正により（官公立の）尋常中学の設立要件が緩和されたため、同校の校長交代に伴ってこの補充制度は断ち切られてしまい、私立の共立中學校と改称した。これはまた、第一高等中学校（のちの一高）など官立高等諸学校への進学が断ち切られたことをも意味し、私立校は軒並み生徒が集まらなくなった。
この中学校令の一部改正では、郡区町村費による尋常中学の設立が条件付きで認められるようになると、東京市参事会・東京府知事宛てに「東京市立中学校」となるための請願書を提出。1893年（明治26年）、東京府へ5000円を寄付することにより公立並みの待遇（徴兵猶予や校地に対する免税、卒業生の判任官任用など）が得られる制度が設けられることとなり、まず共立中學（戸山）が、次いで共立學校（現：開成中・高）の2校が東京府の管轄下に入り、1895年（明治28年）、それぞれ東京府城北尋常中學校、東京府開成尋常中學校と名を改めた。1900年（明治33年）、文部省が私立を公立として待遇することを廃したため、翌年開成は純粋な私立に戻り、戸山は府立第四中学と名称を改め、現在に至る。
同校が府の管轄に留まったのは、当時の私立は江戸時代以来の寺子屋や塾など雑多であり、あるいは受験予備校的色彩が強く教科目も偏り正統性を持ち得なかったこと、それに対して官公立諸学校が当時の欧米列強に互す国家存立の教育手段として革新的位置づけにあったことによる。また官学崇拝の強い風潮のなか、補充中学以来の「府立」の名を慕って入学してくる生徒も多かった。1908年、韓国李完用内閣の学部大臣の依頼により朝鮮ないし韓国貴族（両班）の子弟12名が入学した。
深井鑑一郎校長（在任：1898 - 1938年）の40年に及ぶ時代は、一中（日比谷）を追い越すことを念頭に東京一の中学を目指し、猛勉と規律を強制した。現在の都立の環境からは想像できないが、受験勉強や進学競争には邪魔と運動部が無かった。始業式当日に式の後に授業があった程で、予習、復習をみっちりやらせ、それを怠った場合や指されて応答できなかった場合は居残りをさせた。校則も厳しく忘れ物も3回（あるいは5回）に及ぶと成績評価がワンランク下げられたりし、中退者も1割に達するなど、当時の一部の世情は四中をもじって「死中」と呼ぶほどであった。こうして、毎年第一高等学校合格者数で一中に肉迫するようになり、1935年以降は、ほぼ毎年旧制高等学校現役合格率で首位にいた。さらに深井の“スパルタ教育”の影響も色濃く「市ヶ谷台」という土地柄、陸軍幼年学校や陸軍士官学校、海軍兵学校等の軍学校に多数が入学した。
戦後、学制改革により都立第四高等学校となる。1949年に男女共学となり、また新宿区戸山の近衛騎兵連隊跡地に移転、翌1950年から都立戸山高等学校となる。1950-60年代には、日比谷、西、および新宿、小石川などと共に東京大学合格者数最上位校の一角を成していた。1967年に導入された学校群制度等の影響下、日比谷など多くの都立校が進学実績面において急落した反面、西などと共に比較的緩やかな退潮にあった。平成に入ってからの数年間も東大合格者は20-30人前後、その後も二桁の合格者を維持していた。近年は若干名にとどまっていたが、進学指導重点校としての取り組み等により徐々に進学実績は回復してきている。

### 年表
- 1888年（明治21年） - 府立一中校長・丸山淑人、東京府学務課長・元田直らによって、東京府麹町区飯田町五丁目の皇典講究所（國學院大學の前身）敷地内に私立補充中学校を開校。
- 1891年 - 東京府尋常中學への補充関係がなくなり、共立中学校と改称。
- 1894年 - 東京府管轄の私立中学となり、東京府城北尋常中学校と改称（城北尋常中学を母体として、1941年、深井鑑一郎により私立城北中学校が創設される）。
- 1899年 - 中学校令改正により、東京府城北中学校となる。
- 1901年 - 私立のまま公立として待遇される制度が廃され、東京府へ完全移管。府立第四中学校と改称。
- 1903年 - 牛込区市ヶ谷加賀町一丁目（現：新宿区市谷加賀町一丁目の牛込第三中学校校地）に移転。
- 1943年（昭和18年） - 都制施行により東京都立第四中学校と改称。
- 1945年 - 東京大空襲など校舎焼失のため、4月16日から市谷国民学校（現：新宿区立市谷小学校）を仮校舎とする。
- 1946年 - 4月に入って、牛込国民学校（原町校舎）に仮校舎を移転。
- 1947年 - 4月に入って、新制牛込第二中学校一年生と同居。二・三年次生を都立四中の附属生扱いとする。
- 1948年 - 4月1日、新学制により都立第四新制高等学校となる。現校章制定。
- 1949年 - 男女共学となる。7月15日、近衛騎兵連隊の跡地である新宿区戸山町（現：戸山三丁目）の現校地に移転。
- 1950年 - 4月1日、都立戸山高等学校と改称。5月10日、火災により校舎全焼。
- 1952年 - 学区合同選抜制度導入。
- 1956年 - 第1回・対新宿高校対抗戦実施。
- 1966年 - 学園祭を戸山祭と改称。
- 1967年 - 学校群制度発足。青山高と共に第22群に。
- 1970年 - 1年生HR合宿開始。
- 1982年 - 学校群制度が廃止され、グループ合同選抜制度発足。赤城台・駒場・目黒・都立大附属・新宿・青山・広尾の各高校と第21グループに。
- 1994年 - グループ合同選抜制度が廃止され、単独選抜制度発足。
- 1996年（平成8年） - 推薦入学選抜を初めて実施。東京私立中学高等学校協会の反対もあり適性試験は行われず。
- 2001年 - 東京都より日比谷高校・西高校・八王子東高校とともに進学指導重点校に指定される。
- 2003年 - 1940年以来続いた学区制度が廃止され、旧第2学区外からの受検者が大幅に増加。12月、新校舎・新体育館竣工。
- 2004年 - 都立高校として初めて文部科学省よりスーパーサイエンスハイスクール (SSH) の指定（指定期間は3年間）を受ける。11月、新校庭が完成。定時制課程の募集が終了。以後閉課まで補欠募集のみ。
- 2005年 - 3月、正門から新校舎に至る新しいアプローチガーデンが完成（新校舎建設の全工程が完了）。5月、校舎改築を記念して城北会（同窓会）より寄贈されたビオトープ完成。6月、新校舎落成記念式典挙行（卒業生代表記念講演：小宮山東大総長）。
- 2007年 - スーパーサイエンスハイスクールに再び指定（指定期間は5年間）。2007年度をもって定時制課程が閉課。
- 2008年 - 創立120周年。地下鉄副都心線開通、戸山高校正門前に「西早稲田駅」開設。
- 2012年 ⁻ スーパーサイエンスハイスクール2年間経過措置となる。
- 2014年 - スーパーサイエンスハイスクール3期目の指定を受ける（指定期間は5年間）。
- 2016年 - チームメディカル (TM) に指定される。
- 2017年 - 創立130周年。9月に記念式典を行う。格技棟改修工事。
- 2019年 - スーパーサイエンスハイスクール4期目の指定を受ける（～2023年度）。同時にSS情報が開講される。

## 基礎データ

### 教育方針・校訓
- 自ら重んじ個性をのばす
- 努力を尊び責任をはたす
- 心を豊かに体を健やかにする

### 所在地
- 東京都新宿区戸山3-19-1

当戸山高正門は、学習院女子大学・学習院女子高等科の旧正門と隣接している。また早稲田大学に近く、同大学理工学部は明治通りを挟んで目の前にある。広大な緑を有する都立戸山公園が隣接し、一帯は文教地区を形成している。

### アクセス

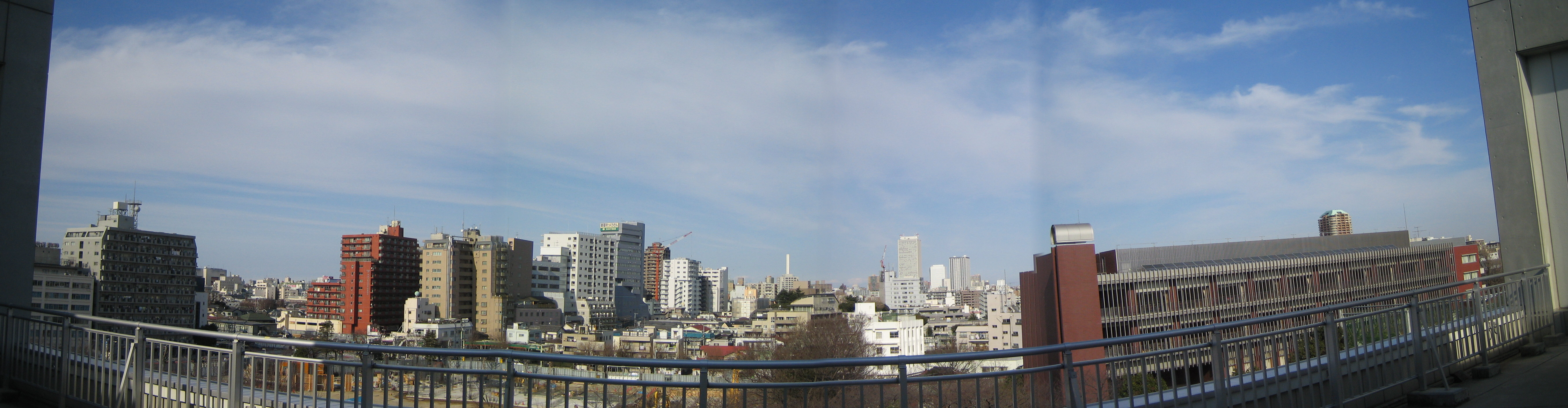
屋上から目白方面を臨む

- JR山手線高田馬場駅。「戸山口」は、混雑緩和と通学時間短縮を願った生徒達が当時の国鉄と交渉を重ねた結果、増設された出口である。徒歩12分。
- 東京メトロ副都心線西早稲田駅すぐ
- 都営大江戸線東新宿駅より徒歩13分
- 都営バス利用、以下の路線で「学習院女子大前」下車。
  - 高田馬場駅より高71
  - 新宿駅より早77
  - 渋谷駅または池袋駅より池86

## 授業
幅広い教養をつけることを目標にし、学級（クラス）を文理で分けることは高校3年間で通してない。すなわち、クラスの中に文理が混合している状況である。その代わり、他の都立校同様に複数のクラスを文理分けして合同で集まり一つの授業を展開する、いわば大学の授業のようなシステムがとられる。2年秋ごろから一部の教科（主に数学）はこのようなシステムで文理分けが行われる。理科社会などの科目は3年4月から文理が分かれるシステムである。
また3年の12月ごろからクラス単位での授業はなくなり、入試対策授業である自由授業（個人が希望する授業を選択できる）が行われる。
1, 2年次は、全員共通の教科を履修する。理科は物理基礎・化学基礎・生物基礎・地学基礎を全員が履修、社会は地理総合・歴史総合・公共・日本史探究・世界史探究・政治経済を全員が履修する。これらすべてを全員が履修する学校は数少ない。また、年20回土曜授業を行っており、平日は50分6時間である。また、3学期制である。
2年次には第二外国語として希望者はフランス語・ドイツ語を自由選択できる。

## 生徒会活動
三権分立を一つの特徴としており、
- 評議会（立法）
- 執行委員会（行政）
- 監査委員会（司法）

で権限を分散する狙いを持っている。
その他に、定数委員会である
- 厚生委員会
- 図書委員会
- 体育委員会
- 選挙管理委員会
- 学生公論編集委員会

や、有志委員会の
- 戸山祭運営委員会
- 新宿戦実行委員会
- 環境問題対策委員会

がある。

## 部活動
新宿高校との間では、60年の伝統がある戸山新宿対抗戦が毎年行われている。
- 陸上競技部は、2004年高校総体（インターハイ）に3種目出場し、男子1500Mでは斉藤太一（2005年卒、のち早大競走部[17]）が3′50″19の当時の東京高校新記録を樹立した。
- アメリカンフットボール部は、受験の迫る秋冬開催のクリスマスボウルには3年生も引退し進出できていないが、2013年春の都大会優勝を含めて春の都大会優勝4回・準優勝4回を誇る強豪。
- 柔道部は、当時部員1人の中、2010年高校総体（インターハイ）男子100㎏超級で、田上創（のち東大柔道部[18]）が判定の末、準優勝した。
- 囲碁将棋部は、2011年と2014年に全国高校囲碁選手権大会女子団体戦で都大会優勝・全国大会準優勝。2015年、同大会女子団体戦で初優勝し、同年の全国高校囲碁選抜大会女子団体戦3位、女子個人9路盤戦優勝。翌2016年、全国高校囲碁選手権大会女子団体戦で連覇、辻萌夏（のち慶大囲碁部[19]）が女子個人初優勝[20]。
- ブラスバンド部は、毎年戸山祭で「スーパーブラス」として演奏しており、浦清英、笠原直樹、新澤健一郎、菊地武、島裕介をはじめ多くのミュージシャンを輩出している。2016年4月3日、バスタ新宿オープニングセレモニーでの演奏も行った。
- 番外
  - 2012年高校生映画コンクール（映画甲子園）で、戸山祭3年E組制作の作品が最優秀作品賞を受賞。2016年映画甲子園では、3年C組制作の作品が優秀作品賞、優秀脚本賞、最優秀監督賞を受賞。

### 部活動一覧
- 新聞部、放送部
- 文学部、地理歴史部、美術部、漫画研究部、写真部、囲碁将棋部
- 化学部、生物部、天文気象部
- 管弦楽部、ブラスバンド部、軽音楽部、合唱部、演劇部
- 剣道部、卓球部、空手道部、水泳部、ダンス同好会
- バドミントン部、バスケット部、バレー部
- 硬式野球部、サッカー部、アメリカン・フットボール部、陸上競技部、女子サッカー部、硬式テニス部、ソフトテニス部、山岳部

## 学校行事

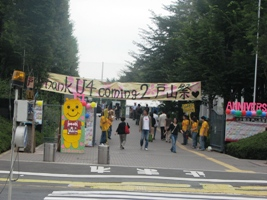
戸山祭の様子

- 運動会は5月に赤級、青級、緑級、黄級の4級対抗で行われる。
- 1年生は10月に那須寮でHR合宿を行う。HR合宿ではHRごとに定めるテーマによる討論会を中心に行う。
- 1年生11月には神奈川県三浦市の城ヶ島での地学巡検がある。
- 修学旅行は2年生3月下旬にあり、例年広島と京都を3泊4日でまわる。

戸山新宿対抗戦
毎年6月に行われる新宿高校との運動部対抗戦で、総合成績を競う。戸山高生にはもっぱら「新宿戦」と呼ばれる（対する新宿高校では「戸山戦」である）。近年は駒沢オリンピック公園で開催されている（ただし、一部の部活は新宿高校か戸山高校で行われている）。競技の他にも、開会式・閉会式で両校の部活動によるダンスや、新宿高校のチアリーディング部の発表が行われるなどのプログラムが組まれている。
戸山祭
毎年9月に行われる文化祭。3年は自主制作映画、2年は演劇、1年は展示発表を行う。それぞれのクラスが「問題提起」をし、それに合った発表を行う。

## 特色ある取り組み
理科系の大学教授によるSSH講演会が年に数回実施されている。また、以前はこれとは別に東大教授や医師、弁護士、大使、検事総長、財界人など各界で活躍する著名な卒業生等による在校生のための講演会「世間と学問」が2・3ヶ月に1度開催されていた。
また、チームメディカル (TM) では、夏に医療関係の施設見学を行っている。

## 学校施設

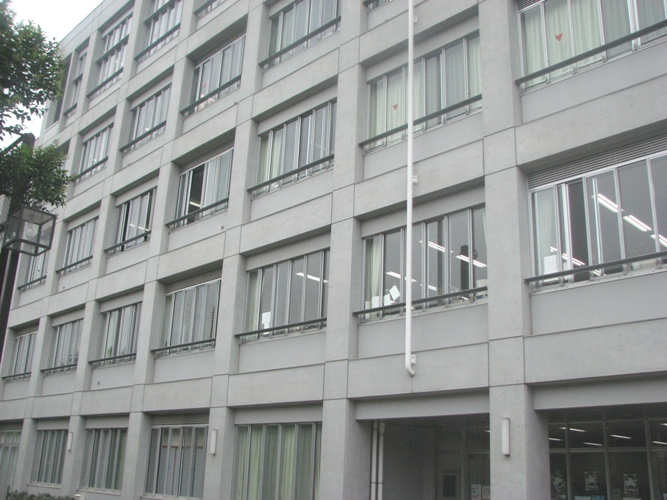
白を基調とした新校舎

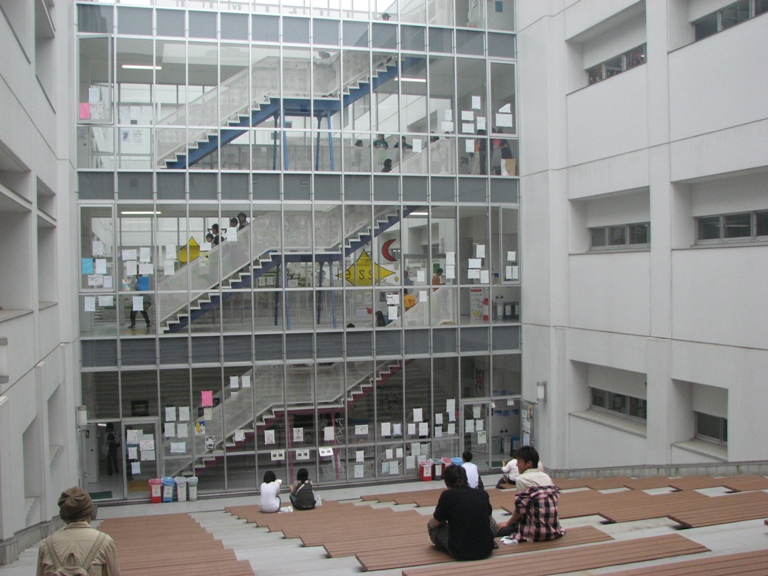
吹き抜けの階段広場

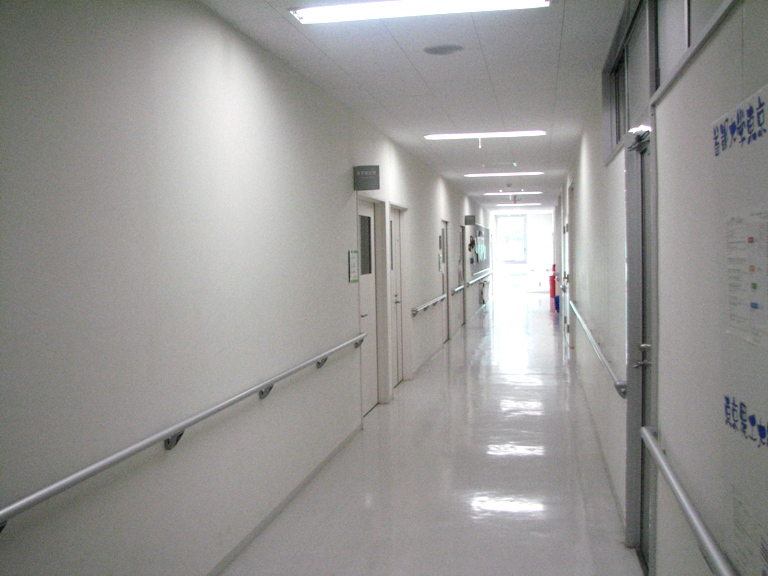
廊下

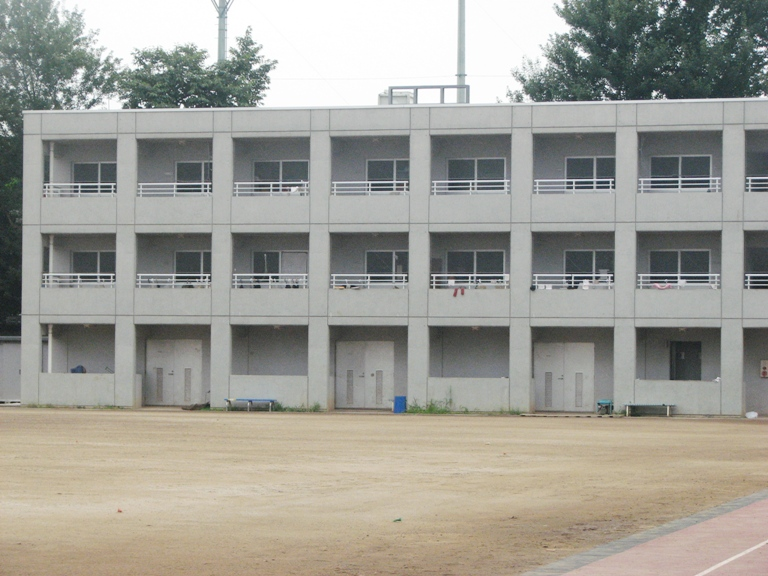
3階建ての部室棟

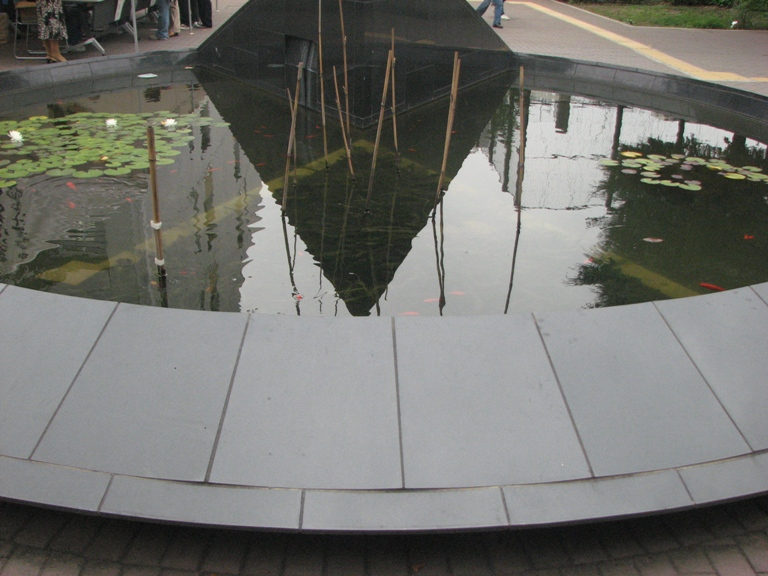
ラジアン池

2003年に5階建ての新校舎が竣工。校舎中央部は2階から吹き抜ける「階段広場」と3階から吹き抜ける「階段庭園」が存在するため、上空から見ると漢字の「日」のような形をしている。理科系の教室が特に充実しており、各教科ごとに講義室と実験室があり（地学科は実験室のみ）、講義室は大学の教室のような階段教室である。SSHの生徒のみが使用できる天文台も屋上にある。また新校舎1階には最先端の設備を備えた330人収容の講堂もある。校門を入ると左手に卒業生の寄贈による「ビオトープ」と100周年記念碑、正面には戸山の象徴「ラジアン池」がある。
校地面積は25,000m2強ある。施設は新校舎、新体育館、格技棟、プール、グラウンドのほか、テニスコート4面、多目的コート3面などが整備されている。また、那須には敷地面積6万m2を超える那須寮があり、毎年1年生のHR合宿や各部活動の合宿、「戸山の教育を語る会」（戸山の保護者と教師の集まり）の合宿などに活用されている。那須寮は元々皇室の所有物だったが、深井校長が四中先輩・三矢宮松帝室林野局長官と交渉し安価で買い取ったものである。

## スーパー・サイエンス・ハイスクール (SSH)
2004年度に都立高校として初のSSH指定（期間3年間）を受け、2007年度に再指定（期間5年間）、2012年度から2年間の経過措置期間を経て2014年度から3期目の指定（期間5年間）、2019年度から4期目（期間5年間）を受けている。第4期のテーマは「世界を舞台にSDGsを実現に導くグローバルサイエンスリーダーの育成」である。
1・2年次にSSI・II数学・物理・化学・生物・地学・情報を受講できる（文科省の特別措置により、それぞれ情報・芸術・知の探究の時間などの振り替え扱いとなる）。その成果は戸山祭や学校説明会の際の発表や掲示によって見ることができる。また、例年SSH全国大会や東京都SSH指定校発表会、関東近県SSH指定校合同発表会に参加し、他校の様々な研究に触れることによって、さらなる研究発表の向上に努めている。2012年度からは、都立高校としては初の試みである専門家や他校を招いてのSSH生徒研究成果合同発表会 (TSS) が同校にて行われている。
その他に、1年次にはクロスカリキュラムという地歴科（地理）、家庭科、理科（化学）の連携による学習が総合の時間に取り入れられていたり、地学基礎の授業の一環として城ヶ島にてフィールドワークを行ったりと、SSH受講生以外への理数系教育の充実化も図っている。
1・2年生のSSH受講者は特定のクラスに集められている（2クラス）。これは現在のSSH指定校では戸山高校だけに見られるシステムである。また、3年次にはSSIIIをSSI・IIを受講していたものに限り自由選択することができるが、例年ほとんどいない。隣接する早稲田大学をはじめとする複数の大学との連携実習が行われている。SSH講演会では東京大学大学院の教授をはじめ、様々な理系の教授を招いており、年に数回保護者の参加も可能な講演会を開いている。
2006年8月のSSH全国大会でポスターセッション賞受賞、2008年日本地球惑星科学連合大会で最優秀賞受賞。2013年8月のSSH生徒研究発表会（全国大会）でもポスター発表賞受賞。2015年7月全国高等学校総合文化祭自然科学部門で文化連盟賞受賞。同年8月に開催されたSSH全国大会ではSSIII物理コースが学校代表として出場し最優秀賞の科学技術振興機構理事長賞を受賞。

## 高校関係者と組織

### 関連団体
- 城北会 - 同窓会
- 戸山高校校友会 - 後援会であり、那須寮の管理運営などを行っている。上述のように当時の府立四中校友会は1937年、宮内省より那須の御料地の払い下げを受け、那須寮を設けた（当時は四中那須修養道場）。別組織の戸山会はPTA組織になる。

## 関連文献
- 『帰らぬ日遠い昔』林望 講談社文庫
- 『鎮魂 吉田満とその時代』粕谷一希 文春新書
- 『五体不満足』乙武洋匡 講談社
- 『人と人びと -戸山高校ノート-』山極圭司 近代文藝社 - 都立中央図書館に所蔵。